# DVB-T-frequenties
Dit is een overzicht van de Nederlandse publieke televisiezenders (bouquet 1, gratis en zonder codering te ontvangen) en commerciële zenders (bouquet 2, 3, 4 en 5), die ongeveer 30 televisiezenders en ongeveer 15 radiozenders bevatten. Deze commerciële televisiezenders zijn allemaal landelijk hetzelfde, er zijn dus geen regionale of lokale versies van deze zenders. Ze worden allemaal gecodeerd in Conax, een abonnement op deze zenders is verkrijgbaar via Digitenne. Het zendvermogen van de commerciële zenders kan afwijken van het zendvermogen van het publieke bouquet 1. De volgende eigenschappen zijn voor ieder bouquet gelijk: COFDM: 8k, modulatie: QAM64, Guard interval: 1/4. Bouquet 1 en 2 gebruiken een code rate van 1/2 (50% foutcorrectie, zie ook Kanaalcodering), bouquet 3 en 4 gebruiken een code rate van 2/3 (33% foutcorrectie).
Alle zenders zenden bouquet 1 met Nederland 1, 2 en 3 uit samen met de regionale zender gezamenlijk op dezelfde frequentie. De volgende radiozenders zijn ook in bouquet 1 aanwezig: Radio 1, Radio 2, 3FM, Radio 4, Radio 5, Radio 6 en FunX. Concertzender Classic is per 1 september 2010 verdwenen uit bouquet 1 omdat de zender geen deel meer uitmaakt van de Publieke Omroep.
De bij de kanalen behorende frequentiebanden zijn in de UHF kanaalindeling te vinden.
Het bovenste deel van de zendmast Hoogersmilde brak op 15 juli 2011 ten gevolge van een brand af, waardoor DVB-T uitzendingen via deze zender niet meer mogelijk waren. Uitzendingen vonden tijdelijk plaats via de noodzender Assen. De zendmast in Hoogersmilde is inmiddels weer in bedrijf.
In 2012 moest men een aantal zenders die op kanaal 61 of hoger uitzonden verplaatsen naar een lagere frequentie. Dit omdat de frequenties waar kanalen 61 t/m 69 gebruik van maakte vanaf 1 januari 2013 officieel waren toebedeeld voor mobiel breedband internet
Alle Nederlandse zenders zenden verticaal gepolariseerd uit.
| Zender                     | Kanaal bouquet1 publieke omroep free to air | Kanaal bouquet2 abonnee televisie | Kanaal bouquet3 abonnee televisie | Kanaal bouquet4 abonnee televisie | Kanaal bouquet5 abonnee televisie | Zendvermogen bouquet 1 | Regionale televisie                 | Oosterlengte WGS84 | Noorderbreedte WGS84 | hoogte zendantenne + NAP |
| -------------------------- | ------------------------------------------- | --------------------------------- | --------------------------------- | --------------------------------- | --------------------------------- | ---------------------- | ----------------------------------- | ------------------ | -------------------- | ------------------------ |
| Alkmaar                    | 39                                          | 45                                | 34                                | 35                                | 44                                | 20 kW d(ERP)           | RTV Noord-Holland                   | 4E45 59            | 52N37 07             | 79 -3                    |
| Almere                     | 26                                          | 49                                | 57                                | 24                                | 27                                | 1,5 kW (ERP)           | Omroep Flevoland                    | 5E14 08            | 52N21 05             | 82 -2                    |
| Alphen aan den Rijn        | 52                                          | 49                                | 57                                | 24                                | 27                                | 15 kW (ERP)            | RTV West                            | 4E38 47            | 52N08 13             | 135 -2                   |
| Amersfoort                 | 50                                          | 49                                | 57                                | 24                                | 27                                | 3 kW (ERP)             | Regio TV Utrecht                    | 5E22 00            | 52N08 39             | 89 +2                    |
| Amsterdam (Hemweg)         | 39                                          | 49                                | 57                                | 24                                | 27                                | 3 kW (ERP)             | RTV Noord-Holland                   | 4E51 08            | 52N24 04             | 96 -2                    |
| Amsterdam (RAI)            | 39                                          | 49                                | 57                                | 24                                | 27                                | 10 kW (ERP)            | RTV Noord-Holland                   | 4E53 14            | 52N20 10             | 144 -3                   |
| Apeldoorn                  | 42                                          | 36                                | 58                                | 53                                | 28                                | 20 kW d (ERP)          | Omroep Gelderland                   | 5E54 22            | 52N13 34             | 166 +71                  |
| Arnhem                     | 42                                          | 36                                | 58                                | 53                                | 28                                | 40 kW d (ERP)          | Omroep Gelderland                   | 5E52 33            | 51N59 11             | 145 +17                  |
| Breda                      | 30                                          | 60                                | 31                                | 32                                | 33                                | 20 kW d (ERP)          | Omroep Brabant                      | 4E45 47            | 51N36 14             | 127 +2                   |
| Delft                      | 52                                          | 49                                | 57                                | 24                                | 27                                | 0,5 kW d (ERP)         | RTV West                            | 4E21 17            | 51N59 54             | 80 -3                    |
| Den Bosch                  | 30                                          | 60                                | 31                                | 56                                | 33                                | 5 kW (ERP)             | Omroep Brabant                      | 5E16 32            | 51N42 53             | 101 +3                   |
| Den Burg                   | 39                                          | 29                                | 37                                | 35                                | 31                                | 8 kW d (ERP)           | RTV Noord-Holland                   | 4E47 53            | 53N03 32             | 75 +1                    |
| Den Haag (KPN toren)       | 52                                          | 49                                | 57                                | 24                                | 27                                | 12,5 kW d (ERP)        | RTV West                            | 4E20 09            | 52N04 50             | 134 +1                   |
| Den Haag (Zichtenburglaan) | 52                                          | 49                                | 57                                | 24                                | 27                                | 10 kW (ERP)            | RTV West                            | 4E15 13            | 52N02 50             | 154 +1                   |
| Deventer                   | 22                                          | 36                                | 23                                | 47                                | 28                                | 10 kW (ERP)            | RTV Oost                            | 6E10 02            | 52N14 19             | 80 +5                    |
| Doetinchem                 | 42                                          | 36                                | 58                                | 53                                | 28                                | 20 kW d (ERP)          | Omroep Gelderland                   | 6E17 57            | 51N56 42             | 102 +13                  |
| Eindhoven oost             | 30                                          | 60                                | 31                                | 56                                | 33                                | 10 kW (ERP)            | Omroep Brabant                      | 5E31 55            | 51N26 56             | 82 +18                   |
| Eindhoven west             | 30                                          | 60                                | 31                                | 56                                | 33                                | 10 kW d (ERP)          | Omroep Brabant                      | 5E25 56            | 51N25 16             | 94 +20                   |
| Enkhuizen                  | 39                                          | 45                                | 34                                | 35                                | 44                                | 4 kW d (ERP)           | RTV Noord-Holland                   | 5E16 47            | 52N41 39             | 63                       |
| Enschede                   | 22                                          | 36                                | 23                                | 47                                | 28                                | 10 kW (ERP)            | RTV Oost                            | 6E50 48            | 52N13 42             | 88 +27                   |
| Goes                       | 54                                          | 48                                | 29                                | 32                                | 35                                | 10 kW (ERP)            | Omroep Zeeland                      | 3E53 05            | 51N30 39             | 120 +0                   |
| Gorinchem                  | 21                                          | 49                                | 57                                | 24                                | 27                                | 0,5 kW d (ERP)         | RTV Rijnmond                        | 4E56 35            | 51N50 10             | 66 -3                    |
| Groningen                  | 46                                          | 30                                | 54                                | 33                                | 25                                | 20 kW (ERP)            | RTV Noord                           | 6E36 58            | 53N12 01             | 125 +0                   |
| Haarlem                    | 39                                          | 49                                | 57                                | 24                                | 27                                | 15 kW d (ERP)          | RTV Noord-Holland                   | 4E40 10            | 52N23 16             | 145 +0                   |
| Haastrecht                 | 52                                          | 49                                | 57                                | 24                                | 27                                | 1 kW (ERP)             | RTV West                            | 4E45               | 52N00                | 53+0                     |
| Heerlen                    | 54                                          | 34                                | 24                                | 51                                | 27                                | 40 kW d (ERP)          | L1                                  | 6E00 18            | 50N51 03             | 186 +115                 |
| Helmond                    | 30                                          | 60                                | 31                                | 56                                | 33                                | 15 kW (ERP)            | Omroep Brabant                      | 5E40 46            | 51N28 09             | 78 +19                   |
| Hengelo (Ov)               | 22                                          | 36                                | 23                                | 47                                | 28                                | 40 kW (ERP)            | RTV Oost                            | 6E46 34            | 52N17 12             | 120 +15                  |
| Hilversum                  | 39                                          | 49                                | 57                                | 24                                | 27                                | 15 kW (ERP)            | RTV Noord-Holland                   | 5E09 51            | 52N14 33             | 205 +10                  |
| Hoorn                      | 39                                          | 45                                | 34                                | 35                                | 44                                | 6 kW d (ERP)           | RTV Noord-Holland                   | 5E03 15            | 52N39 04             | 56                       |
| Krimpen aan den IJssel     | 21                                          | 49                                | 57                                | 24                                | 27                                | 10 kW (ERP)            | RTV Rijnmond                        | 4E37 46            | 51N54 54             | 86 -3                    |
| Leeuwarden                 | 32                                          | 55                                | 34                                | 21                                | 44                                | 20 kW (ERP)            | Omrop Fryslân                       | 5E51 37            | 53N11 42             | 127 +0                   |
| Lelystad                   | 26                                          | 36                                | 23                                | 47                                | 44                                | 20 kW d (ERP)          | Omroep Flevoland                    | 5E26 17            | 52N31 37             | 184 +3                   |
| Loon op Zand               | 30                                          | 60                                | 31                                | 56                                | 33                                | 15 kW d (ERP)          | Omroep Brabant                      | 5E04 39            | 51N36 29             | 128                      |
| Lopik                      | 50                                          | 49                                | 57                                | 24                                | 27                                | 10 kW (ERP)            | Regio TV Utrecht                    | 5E03 14            | 52N00 36             | 384 +0                   |
| Maarssen                   | 50                                          | 49                                | 57                                | 24                                | 27                                | 10 kW (ERP)            | Regio TV Utrecht                    | 5E02 13            | 52N09 07             | 68 +0                    |
| Maastricht                 | 54                                          | 34                                | 24                                | 51                                | 27                                | 10 kW d (ERP)          | L1                                  | 5E39 39            | 50N50 29             | 53 +82                   |
| Nijmegen                   | 42                                          | 60                                | 31                                | 56                                | 33                                | 10 kW d (ERP)          | Omroep Gelderland                   | 5E49 47            | 51N51 17             | 100 +10                  |
| Oegstgeest                 | 52                                          | 49                                | 57                                | 24                                | 27                                | 10 kW d (ERP)          | RTV West                            | 4E29 24            | 52N10 55             | 113 +0                   |
| Oss                        | 30                                          | 60                                | 31                                | 56                                | 33                                | 10 kW (ERP)            | Omroep Brabant                      | 5E33 27            | 51N45 17             | 105 +10                  |
| Oss                        | 42                                          |                                   |                                   |                                   |                                   | 20 kW d (ERP)          | Omroep Gelderland                   | 5E33 27            | 51N45 17             | 105 +10                  |
| Roermond                   | 54                                          | 34                                | 24                                | 51                                | 27                                | 10 kW d (ERP)          | L1                                  | 5E58 30            | 51N11 02             | 157 +20                  |
| Roosendaal                 | 30                                          | 48                                | 29                                | 32                                | 35                                | 12 kW d (ERP)          | Omroep Brabant                      | 4E27 51            | 51N31 26             | 118 +5                   |
| Rotterdam centrum          | 21                                          | 49                                | 57                                | 24                                | 27                                | 3 kW d (ERP)           | RTV Rijnmond                        | 4E29 34            | 51N54 31             | 91 -4                    |
| Rotterdam-Waalhaven        | 21                                          | 49                                | 57                                | 24                                | 27                                | 10 kW (ERP)            | RTV Rijnmond                        | 4E26 54            | 51N52 32             | 206 -2                   |
| Scheveningen               | 52                                          | 49                                | 57                                | 24                                | 27                                | 0,5 kW d (ERP)         | RTV West                            | 4E17 07            | 52N06 54             | 59 +2                    |
| Sittard                    | 54                                          | 34                                | 24                                | 51                                | 27                                | 20 kW d (ERP)          | L1                                  | 5E50 40            | 50N59 58             | 100 +56                  |
| Sliedrecht                 | 21                                          | 49                                | 57                                | 24                                | 27                                | 8 kW d (ERP)           | RTV Rijnmond                        | 4E48 14            | 51N49 12             | 148 +0                   |
| Smilde                     | 60                                          | 30                                | 54                                | 33                                | 25                                | 40 kW d (ERP)          | RTV Drenthe                         | 6E24 13            | 52N54 10             | 300 +12                  |
| Utrecht                    | 50                                          | 49                                | 57                                | 24                                | 27                                | 4 kW (ERP)             | Regio TV Utrecht                    | 5E08 12            | 52N04 52             | 80 +1                    |
| Veenendaal                 | 50 , 42                                     | 36                                | 58                                | 53                                | 28                                | 20 kW (ERP)            | Omroep Gelderland, Regio TV Utrecht | 5E34 14            | 52N00 16             | 98                       |
| Venlo                      | 54                                          | 34                                | 31                                | 56                                | 27                                | 20 kW d (ERP)          | L1                                  | 6E12 57            | 51N23 13             | 125 +26                  |
| Vlaardingen                | 21                                          | 49                                | 57                                | 24                                | 27                                | 5 kW d (ERP)           | RTV Rijnmond                        | 4E21 38            | 51N54 18             | 68 +0                    |
| Wormer                     | 39                                          | 49                                | 57                                | 24                                | 27                                | 8 kW (ERP)             | RTV Noord-Holland                   | 4E47 46            | 52N29 52             | 141 -2                   |
| Zoetermeer                 | 52                                          | 49                                | 57                                | 24                                | 27                                | 12 kW (ERP)            | RTV West                            | 4E31 10            | 52N02 09             | 100 -3                   |
| Zwolle                     | 22                                          | 36                                | 23                                | 47                                | 28                                | 20 kW (ERP)            | RTV Oost                            | 6E08 01            | 52N29 00             | 150 +1                   |

## Zenders in België
Het Norkringzenderpark (vroeger van VRT)
| Zender                      | Kanaal | Frequentie | Polarisatie | Zendvermogen ERP | hoogte zendmast | Oosterlengte WGS84 | Noorderbreedte WGS84 |
| --------------------------- | ------ | ---------- | ----------- | ---------------- | --------------- | ------------------ | -------------------- |
| Sint-Pieters-Leeuw (zender) | 22     | 482 MHz    | verticaal   | 20 kW            | 290 m           | 4E13 26            | 50N46 04             |
| Veltem                      | 22     | 482 MHz    | verticaal   | 20 kW            | 92 m            | 4E37 10            | 50N53 27             |
| Brussel                     | 22     | 482 MHz    | verticaal   | 10 kW            | 172 m           | 4E21 50            | 50N51 11             |
| Gent                        | 22     | 482 MHz    | verticaal   | 7 kW             | 64 m            | 3E43 48            | 51N03 14             |
| Egem                        | 22     | 482 MHz    | verticaal   | 20 kW            | 290 m           | 3E14 08            | 51N01 18             |
| Genk                        | 25     | 506 MHz    | horizontaal | 20 kW            | 200 m           | 5E30 31            | 50N56 45             |
| Antwerpen                   | 25     | 506 MHz    | verticaal   | 10 kW            | 85 m            | 4E24 56            | 51N13 12             |
| Schoten                     | 25     | 506 MHz    | verticaal   | 20 kW            | 165 m           | 4E32 24            | 51N17 33             |

Televisiezenders: één, Canvas, Ketnet/OP12, zonder teletekst.
Radiozenders: Radio 1, Radio 2, Klara, Klara continuo, Studio Brussel, MNM, MNM Hits, Sporza, nieuws+.
Het DVB-T signaal heeft de volgende eigenschappen: COFDM: 8k, modulatie: QAM64, Guard interval 1/4 en een code rate van 1/2 (50% foutcorrectie).
Het RTBF-zenderpark bestaat uit
| Zender                            | Kanaal | Frequentie | Polarisatie | Zendvermogen | hoogte zendmast |
| --------------------------------- | ------ | ---------- | ----------- | ------------ | --------------- |
| Brussel (Financietoren)           | 56     | 754 MHz    | verticaal   | 2 kW         | 173 m           |
| Waver (Wavre) (zender)            | 56     | 754 MHz    | horizontaal | 80 kW        | 230 m           |
| Luik (Liège)                      | 45     | 666 MHz    | horizontaal | 20 kW        | 220 m           |
| Anderlues (Mont-Sainte-Geneviève) | 56     | 754 MHz    | horizontaal | 80 kW        | 185 m           |
| Profondeville (Godinne)           | 56     | 754 MHz    | horizontaal | 50 kW        | 163 m           |
| Doornik (Tournai) (Froidmont)     | 56     | 754 MHz    | verticaal   | 40 kW        | 163 m           |
| Marche-en-Famenne (Aye)           | 57     | 762 MHz    | horizontaal | 12,5 kW      | 80 m            |
| Léglise (Vlessart)                | 57     | 762 MHz    | horizontaal | 100 kW       | 185 m           |
| Namur (Centrum)                   | 56     | 754 MHz    | horizontaal | 5 kW         | 25 m            |
| Couvin (Petigny)                  | 64     | 818 MHz    | horizontaal | 0,8 kW       | 50 m            |
| Malmedy (Bernister)               | 61     | 794 MHz    | horizontaal | 0,3 kW       | 50 m            |

Televisiezenders: La une, La Deux, La Trois, Euronews.
Radiozenders: La Prem1ère, VivaCité, Musiq3, Classic 21, Pure FM, BRF.
Het DVB-T signaal heeft de volgende eigenschappen: COFDM: 8k, modulatie: QAM16, Guard interval 1/4 en een code rate van 3/4 (25% foutcorrectie).

## Zenders in Duitsland
In het oostelijk deel van Nederland en België zijn ook de Duitse free-to-airzenders te ontvangen:
- ARD multiplex: 4 TV programma's, w.o. "das Erste", modulatie 16 QAM, code rate: 2/3, guard interval: 1/4
- ZDF multiplex: 4 TV programma's, w.o. Zweites Deutsches Fernsehen, modulatie 16 QAM, code rate 2/3, guard interval 1/4
- Regionale multiplex: 5 TV programma's, modulatie 64 QAM, code rate 1/2, guard interval 1/4

De bij de kanalen behorende frequentiebanden zijn in de UHF kanaalindeling te vinden.
| Zender              | Kanaal ARD multiplex | Kanaal ZDF multiplex | Kanaal regionale multiplex | Polarisatie | Zendvermogen kW ERP per kanaal | Oosterlengte | Noorderbreedte | hoogte zendantenne +NAP |
| ------------------- | -------------------- | -------------------- | -------------------------- | ----------- | ------------------------------ | ------------ | -------------- | ----------------------- |
| Aachen Mulleklenkes | 50                   | 26                   | 37                         | V           | 5 - 10D                        | 6E02 37      | 50N44 44       | 133 +342                |
| Aachen Stolberg     | 50                   | 26                   | 37                         | V           | 20 - 50D                       | 6E14 37      | 50N46 48       | 219 +285                |
| Aurich Popens       | 48                   | 35                   | 43                         | H           | 50                             | 7E30 27      | 53N27 47       | 219 +6                  |
| Kleve               | 48                   |                      | 46                         | H           | 5                              | 6E06 64      | 51N47 16       | 117 +98                 |
| Lingen              | 41                   | 59                   | 37                         | H           | 20                             | 7E21 14      | 52N32 11       | 208 +26                 |
| Münster Baumberge   | 21                   | 59                   | 45                         | V           | 50                             | 7E21 38      | 51N57 53       | 172 +172                |
| Wesel               | 48                   | 35                   | 46                         | V           | 50D                            | 6E34 45      | 51N38 59       | 311 +21                 |

Daarnaast zendt Wesel ook nog 4 multiplexen op kanaal 29, 43, 52 en 55 (elk 50 kW D ERP, verticaal gepolariseerd)
Wesel 29: RTL, RTL 2, Super RTL & VOX
Wesel 52: CNN, Eurosport, Tele 5 & VIVA
Wesel 55: Kabel 1, N24, ProSieben & Sat.1
Wesel 43: HD multiplex (DVB-T2), sinds 31 mei 2016.